# Анетівська сільська рада
Анетівська сільська рада — колишня адміністративно-територіальна одиниця та орган місцевого самоврядування в Пищівському (Ярунському) районі Волинської округи, Київської та Житомирської областей УРСР з адміністративним центром у с. Анета.

## Населені пункти
Сільській раді на момент ліквідації були підпорядковані населені пункти:
- с. Анета

## Населення
Кількість населення ради, за сумою мешканців населених пунктів, що входили до складу ради (Анета, Пилиповичі та Юзефин), становила 822 особи, з них 133 — особи німецької національности.
Кількість населення ради, станом на 1931 рік, становила 842 особи.

## Історія та адміністративний устрій
Утворена 24 серпня 1923 року, відповідно до рішення Волинської ГАТК «Про зміни границь в межах округів, районів і сільрад», в складі колоній Анета, Пилиповичі та Юзефини Пилиповицької сільської ради Пищівського (з 1925 р. — Ярунський) району Житомирської (згодом — Волинська) округи. На 1 жовтня 1941 року колонії Пилиповичі та Юзефин (Юзефини) були зняті з обліку населених пунктів.
Станом на 1 вересня 1946 року, відповідно до інформації довідника «Українська РСР. Адміністративно-територіальний поділ», на обліку в раді перебувало с. Анета.
Ліквідована 11 серпня 1954 року, відповідно до указу Президії ВР УРСР «Про укрупнення сільських рад по Житомирській області»; територію ради включено до складу Пилиповицької сільської ради Ярунського району.